# Festival di Napoli 1969
Il diciassettesimo festival della canzone napoletana si tenne a Napoli dal 17 al 19 luglio 1969.

## Classifica, canzoni e cantanti
| Posizione | Canzone                        | Autori                                     | Artista                             | Voti |
| --------- | ------------------------------ | ------------------------------------------ | ----------------------------------- | ---- |
| 1.        | Preghiera a na mamma           | (P. Russo e Mazzocco)                      | Mirna Doris - Aurelio Fierro        | 58   |
| 2.        | Nu peccatore                   | (Annona, Campassi e Capuano)               | Tony Astarita - Nino Fiore          | 25   |
| 3.        | 'O scugnizzo                   | (Amendola e Barrucci)                      | Peppino Gagliardi - Lucia Valeri    | 21   |
| 4         | Tu                             | (Giuseppe Faiella, Fenicio e Piero Braggi) | Peppino Di Capri - Lolita           | 20   |
| 5         | 'O masto                       | (Pelliggiano, Mammone, De Caro e Petrucci) | Mario Merola - Antonio Buonomo      | 19   |
| 6         | 'Nnammurata busciarda          | (Ruocco e Chiarazzo)                       | Mario Abbate - Salvatore Zinzi      | 17   |
| 7         | Ciente appuntamente            | (Langella e Falsetti)                      | Mario Merola - Luciano Rondinella   | 14   |
| 8         | Cara busciarda                 | (Festa e Fiore)                            | Nino Fiore - Mario Trevi            | 11   |
| 8         | Tira 'a rezza, oj piscatore... | (Maresca e Sessa)                          | Giuseppe De Stefano - Raoul         | 11   |
| 8         | Ciento notte                   | (G. Aterrano e S. Palomba)                 | Peppino Gagliardi - Tony Astarita   | 11   |
| 11        | Giuvanne simpatia              | (Cioffi e De Lutio)                        | Aurelio Fierro - Luciano Rondinella | 10   |
| 12        | Songo 'e nato                  | (Pirozzi e Paliotti)                       | Lolita - Mario Abbate               | 9    |
| 13        | Abbracciame                    | (Romeo, Dura e Troia)                      | Mario Merola - Giulietta Sacco      | 7    |
| 14        | St'ammore                      | (Gigante e De Mura)                        | Franco Ricci - Gino Di Procida      | 6    |

### Non finaliste
| Canzone                 | Autori                                           | Artista                                |
| ----------------------- | ------------------------------------------------ | -------------------------------------- |
| Estate... addio!        | (Alfieri e Zanfagna)                             | Gloria Christian - Mirna Doris         |
| Fermata obbligatoria    | (Carrozza e De Crescenzo)                        | Mario Abbate - Rino Abbate             |
| L'ostricaro in fantasia | (Acampora, Manetta e Compostella)                | Nando Paduano - Pina Iodice            |
| L'ultima sera           | (Barile e Pisano)                                | Mario Trevi - Nunzia Greton            |
| N'angiulillo            | (De Angelis e Rutigliano)                        | Peppino Gagliardi - Giacomo Rondinella |
| 'Na rosa e 'na buscia   | (Gallo, Della Gatta e Duyrat)                    | Nunzio Gallo - Rino Abbate             |
| 'Na rosa... mille rose  | (Caravaglios e Monetti)                          | Nunzio Gallo - Franco D'Ambra          |
| 'O spogliarello         | (Sorrentino, Colosimo, Cofra, Moxedano e Seccia) | Antonio Buonomo - Beniamino Maggio     |
| Si' stato tu!...        | (Forte e Manlio)                                 | Cinzia - Enzo Rippa                    |
| Tu si' ll'ammore        | (Alfieri, Benedetto e Boselli)                   | Gloria Christian - Michaelis           |

## Orchestra
Diretta dai maestri: Eduardo Alfieri, Mario Battaini, Stelvio Cipriani, Gianni Aterrano, Carlo Esposito, Tonino Esposito, Tony Iglio, Jan Langosz e Marcello Minerbi.  Coro i 4+4 di Nora Orlandi.

## Organizzazione
Dell'Ente per la Canzone Napoletana - Ente Salvatore Di Giacomo